# Bund Wiking
Der Bund Wiking (auch Wikingbund genannt) wurde am 2. Mai 1923 in München von Angehörigen der verbotenen Organisation Consul als Nachfolgeorganisation und Wehrverband gegründet. Der Bund beteiligte sich an den Vorbereitungen zum Sturz der Weimarer Reichsregierung und betrieb eine intensive militärische Schulung. Die jugendlichen Mitglieder waren im Jungwiking zusammengefasst.
Im Bund Wiking waren zahlreiche Führer anderer Organisationen, beispielsweise des Stahlhelm und des Wehrwolf, vertreten, die sich wiederum bemühten, diese Verbände „auf Linie“ zu halten. So war zum Beispiel ein Mitglied des Wikingbundes der spätere NS-Reichsgesundheitsführer Leonardo Conti, der bereits 1918 den antisemitischen Kampfbund Deutscher Volksbund gegründet hatte. Erklärtes Ziel des Bundes war die Errichtung einer Militärdiktatur und die Revision des Versailler Vertrages – auch mit kriegerischen Mitteln. Durch gezielte Provokation wollte man die Arbeiterschaft zum Handeln anreizen, was dann den Vorwand für einen Staatsstreich liefern sollte. Als die Putschvorbereitungen bekannt wurden, wurde der Bund 1926 in Preußen und anderen Ländern verboten.
Nach der Auflösung des Bundes Ende April 1928 setzten viele Mitglieder ihre Aktivitäten in verwandten Organisationen fort, etwa dem Stahlhelm oder der SA.